# Вежди Рашидов
Веждѝ Летиф Рашѝдов е български скулптор и министър на културата в първото (2009 – 2013 г.) и второто (2014 – 2017 г.) правителство на Бойко Борисов. Народен представител в XLI, XLII, XLIII, XLIV, XLV и XLVIII народно събрание, което открива като най-възрастен сред избраните депутати. След като на 19 и 20 октомври 2022 г. Народното събрание не избира председател, на 21 октомври е избран за председател на Народното събрание. Член-кореспондент на Българската академия на науките (БАН) от 2004 година.

## Биография

### Произход и образование
Вежди Рашидов е роден на 14 декември 1951 г. в град Димитровград, България. Когато е на 2-годишна възраст, заминава с родителите си за Хасково. Майка му, известната певица Кадрие Летифова, умира, когато той е в 4 клас. До седми клас учи и живее в сиропиталището в село Студен кладенец. Кандидатства в Художествената гимназия в София, но не издържа приемния изпит. Баща му го праща в Мадан, в техникума по минна електромеханика. На следващата година го приемат в Художествената гимназия в София.

### Професионална и политическа кариера
През последните повече от десет години Вежди Рашидов се изявява като общественик и заема позиции по политически и социални теми. Въпреки че е етнически турчин, той често критикува върхушката на партията Движение за права и свободи (ДПС).
На банкет за 45-ия му рожден ден на 14 декември 1996 г. в столичен ресторант, по време на „Виденовата зима“ и разгара на хиперинфлацията, е награден от собственика на Мултигруп Илия Павлов с титлата „главен мултак на Република България“ за „особени заслуги“ към корпорация „Мултигруп“. Записът е излъчен по БНТ.
На 29 ноември 2001 г. Вежди Рашидов, заедно с общинския съветник от СДС Емил Додов се сбиват с полицай, след като колата на Рашидов е паркирана неправилно пред Столичната община. Полицаят е със счупен нос, а инцидентът е заснет от екип на телевизия „Евроком“ и от охранителната камера на общината, има и свидетели. На следващия ден те са арестувани и прокуратурата завежда дело за лека телесна повреда на полицай и хулиганство. На 5 април 2002 г. прокуратурата прекратява делото срещу Вежди Рашидов с мотива, че престъпленията не са извършени.
По случай 50-ата му годишнина, през май 2002 г., Рашидов е награден с орден „Стара планина“ от президента Георги Първанов.
През 2006 г. чества 30 години на професионалното си поприще. За това време е направил над 40 изложби в България и чужбина.
В Кърджали води листа и е мажоритарен кандидат на ПП ГЕРБ на изборите за Народно събрание, проведени на 5 юли 2009 г. Избран е за депутат в XLI народно събрание.
От 27 юли 2009 г. е министър на културата.
През 2015 г. организира изложба на български тракийски съкровища в Лувъра. За разлика от всички техни гостувания по света и от обичайната международна практика, този път изложбата е платена от България, като в страната е проведена и кампания за набиране на средства за фондация „Приятели на Лувъра“. Мероприятието поражда скандал в София и заради въпроси като командировъчни на журналисти и хонорар на хорист.
През 2016 г. министър Рашидов награждава Димитър Иванов – последния началник на Шести отдел на Шесто управление на ДС за борба с идеологическата диверсия, известен още под прякора „Митю Гестапото“, с почетен знак „Златен век“, категория звезда. Преди това фондацията на Димитър Иванов „Арете-Фол“ е удостоила Рашидов с почетен знак.
През 2016 г. възниква силно обществено недоволство след открито писмо на Рашидов, в което той се изказва за журналиста Георги Ангелов, че „също е на държавна ясла“. Следват искания за оставка и отказ тя да бъде подадена.
Вежди Рашидов е председател на Комисията по култура в XLIV народно събрание.
През 2021 г. открива едноименна галерия.
Вежди Рашидов е председател на XLVIII народно събрание. Избран е със 139 гласа за (ГЕРБ-СДС, ДПС, БСП и БВ) срещу 73 гласа против (ПП и ДБ) и 27 гласа въздържали се („Възраждане“).

## Творчество
Негова изработка са статуетките за следните награди:
- Награда „Сирак Скитник“ на Българското национално радио[20][21]
- Награда „Златна роза“ на фестивала на българския филм във Варна[22]
- Приз „Полицай на годината“ на Министерството на вътрешните работи[23]
- Награди за наука „Питагор“ на Министерството на образованието и науката[24]

## Семейство
Вежди Рашидов е женен за д-р Снежана Бахарова.

## Скандали
През 2001 г. полицай се опитва да направи забележка, на Рашидов, че е спрял неправилно и че мястото се пази за перуанския посланик, който ще пристига в общината. Рашидов отбелязва, че е общински съветник и има право да паркира там. При настъпилата свада Рашидов удря полицая в лицето. Рашидов отрича и твърди, че полицаят го провокирал. Нещо повече, според него полицаят тръгнал да го напада: „Полицаят ми посегна и ме удари, мен по лицето. Добре, че аз не го ударих, защото щеше да е по-лошо“. Очевидци обаче твърдят, че друг общински съветник – Емил Додов – се намесил на страната на Вежди, ударил с глава полицая и му строшил носа. Сержант Венцеслав Павлов отрича да е удрял Рашидов. „Не съм посягал на Вежди Рашидов. (...) Той не ми обърна никакво внимание и се мотаеше вътре. После аз му казах, че при това положение ще се наложи да му се вдигне колата с паяк. Той ми каза да му се махна от колата, защото ще ме пребие, (...) Аз отидох при него, а той ме блъсна“.
През 2013 г. е хванат да пуши пури на закрито, в сградата на Народното събрание, в нарушение на закона.
През годините Рашидов често се забърква в скандали, нерядко прави противоречиви и цинични изказвания. На 8 август 2023 година, скоро след протестите по повод домашното насилие, той е чут да казва на висок глас в Парламента „всички курви се сетиха да протестират след петнадесет години“. Обществеността и медиите реагират веднага на това скандално изказване. За тази си реплика той подава оставка като председател на Комисията по култура и като член на ГЕРБ още същия ден, а през следващото денонощие – и като депутат.

## Награди и отличия
- Награда за скулптура на Международния симпозиум в Бургас ’78 г.[30]
- Награда от Националната художествена изложба в Плевен ’78 г.[30]
- Златен медал на Ватикана на името на Данте Алигиери ’81 г.[30]
- Първа награда от Международно биенале на хумора и сатирата в Габрово ’83 г.[30]
- Почетен златен медал на Европейската академия за изкуства - Париж „За изключителни заслуги към човешката общност“ ’85 г.[30]
- Сребърен медал на Първото световно триенале на портрета в скулптурата в гр. Гданск, Полша, през 1987 г.[30]
- Награда на Световното изложение за изкуство на принца на Монако, 1987 г.[30]
- Голямата годишна награда на СБХ за скулптура на името на Марко Марков през 1989 г.[30]
- Наградата на веригата „Юнекура“ – Япония през 1996 г.[30]
- Наградата на асоциация „Арт диалог“ за най-добър чужд автор за периода 1989-1996 г.[30]
- През 1996 г. е обявен за почетен гражданин на Кърджали.[31]
- С решение №356/11.08.2003 г. на Общински съвет – Мадан през 2003 г. е обявен за почетен гражданин на Мадан.[32]
- Доктор хонорис кауза на Университета по библиотекознание и информационни технологии (2006).[33][34]
- На 24 юни 2009 г. в Москва в театъра „Етсетера“ получава Голямата награда в областта на скулптурата „ВЕРА“ на Третия московски международен фестивал на изкуствата „Традиции и съвременност“.[30]
- За цялостното си творчество през 2010 г. е удостоен със званието академик на Международната академия за култура и изкуство.[35][36] в Москва, Русия.
- С решение №1120/26 август 2010 на Общински съвет – Димитровград през 2010 г. е обявен за почетен гражданин на Димитровград.[37]
- Австрийски орден – „Златен кръст на Свети Леополд“ (2016 г.)[38]
- Почетен професор на УниБИТ (2018).[39]

### Интервюта
- „Още си играем на врагове, а не на държава“[неработеща препратка], интервю на Виолета Цветкова, в „Новинар“, 6 август 2005
- „НДСВ и БСП могат сами да направят правителство, ДПС не им трябва“[неработеща препратка], интервю на Николай Бареков, bTV, препечатано във „Всеки ден“, 1 август 2005
- „След социализма сега ми се налага да живея в болшевизма“ Архив на оригинала от 2007-10-20 в Wayback Machine., интервю на Кристина Патрашкова, в „Сега“, 5 февруари 1998